# Scheichenspitz
Scheichenspitz är ett berg i Österrike.   Det ligger i distriktet Liezen och förbundslandet Steiermark, i den centrala delen av landet, 220 km väster om huvudstaden Wien. Toppen på Scheichenspitz är 2 499 meter över havet, eller 25 meter över den omgivande terrängen. Bredden vid basen är 0,42 km.
Terrängen runt Scheichenspitz är varierad. Närmaste större samhälle är Schladming, 6,5 km söder om Scheichenspitz. 
I omgivningarna runt Scheichenspitz växer i huvudsak blandskog. Runt Scheichenspitz är det ganska glesbefolkat, med 25 invånare per kvadratkilometer.